# قصر العظم
قصر العظم هو قصر شُيد في القرن الثامن عشر الميلادي، ويقع في النهاية الشمالية لسوق البزورية بدمشق القديمة، سوريا، وعلى شماله يقع الجامع الأموي الكبير، وتبلغ مساحته الاجمالية 6400 متر مربع، وهو من بناء والي دمشق الوزير أسعد العظم عام 1749م، ويعد القصر نموذجاً للفن المعماري الإسلامي المتطور، فتخطيطه ونمط بنائه وزخارفة في الحجر والرخام والخشب والمعدن تمثل صورة عن مباني دمشق في العهد العثماني. ويشير بعض المؤرخين إلى أن هنالك جناح في القصر يرجع تاريخه لعهود سابقة قبل أن يبني أسعد القصر الحالي، ويقع هذا الجناح القديم في الزاوية الجنوبية الشرقية من القصر. وللقصر بوابة ضخمة وضمنها باب صغير يسمى بباب خوخة. تم ترميم قصر العظم في عام 1954م ليصبح من أجمل وأروع القصور ونماذج العمارة الدمشقية، وتحول إلى متحف للتقاليد الشعبية، ورمم القصر بجميع أقسامه الداخلية والخارجية وقاعاته وتم تجهيز قاعات عديدة تعرض الكثير من العادات والتقاليد وتمثل الفلكلور السوري. يعد من أحد أهم معالم دمشق القديمة في سوريا ومن أروع وأجمل المباني الإسلامية. كما أنه يعد نموذجًا للبناء الشامي - الدمشقي القديم بحجارته الملونة وأقسامه وقاعاته وحدائقه الداخلية ونوافير الماء وقاعاته الدمشقية المميزة الرائعة وأقسامه العديدة، وهو من أهم مقاصد السياح في مدينة دمشق القديمة وقد اختير كواحد من أجمل الأبنية الإسلامية.

## الموقع
يحتل القصر مساحة شاسعة تبلغ 6400 متر مربع في قلب المدينة القديمة بدمشق، سوريا. ويحتل جزءاً كبيراً من معبد جوبيتر الدمشقي الذي يرجع للعهد الروماني، ويمتد إلى جوار الجامع الأموي شمالاً وشارع مدحت باشا جنوباً، ويقع بجوار سوق البزورية التاريخي. ويتربع القصر على أرض مستوية تقريباً، تميل من الغرب للشرق بمستوى غير ملحوظ.

## البناء
بناه أسعد باشا العظم، والي دمشق عام 1749م، وقد اختار أسعد هذا الموقع بالتحديد ليظهر مكانته وقوته السياسية والاجتماعية، بالإضافة لمزايا أخرى منها قربه من الأسواق وطرق القوافل، ويعتقد بعض المؤرخين بأن القصر يقع على أنقاض قصر سابق; هو قصر الأمير المملوكي سيف الدين تنكز الذي تعرض للهدم خلال الغزو المغولي لمدينة دمشق على يد تيمورلنك عام 1401م
واستأجر أمهر العمال لبنائه ويبلغ عددهم حوالي 800 عامل، واستغرق العمل على تشييده بين سنتين وثلاث سنوات، واستخدم في بنائه شتى الفنون الدمشقية والإسلامية، التي تم جلبها من أماكن عدة لتزيين القصر.

## التاريخ

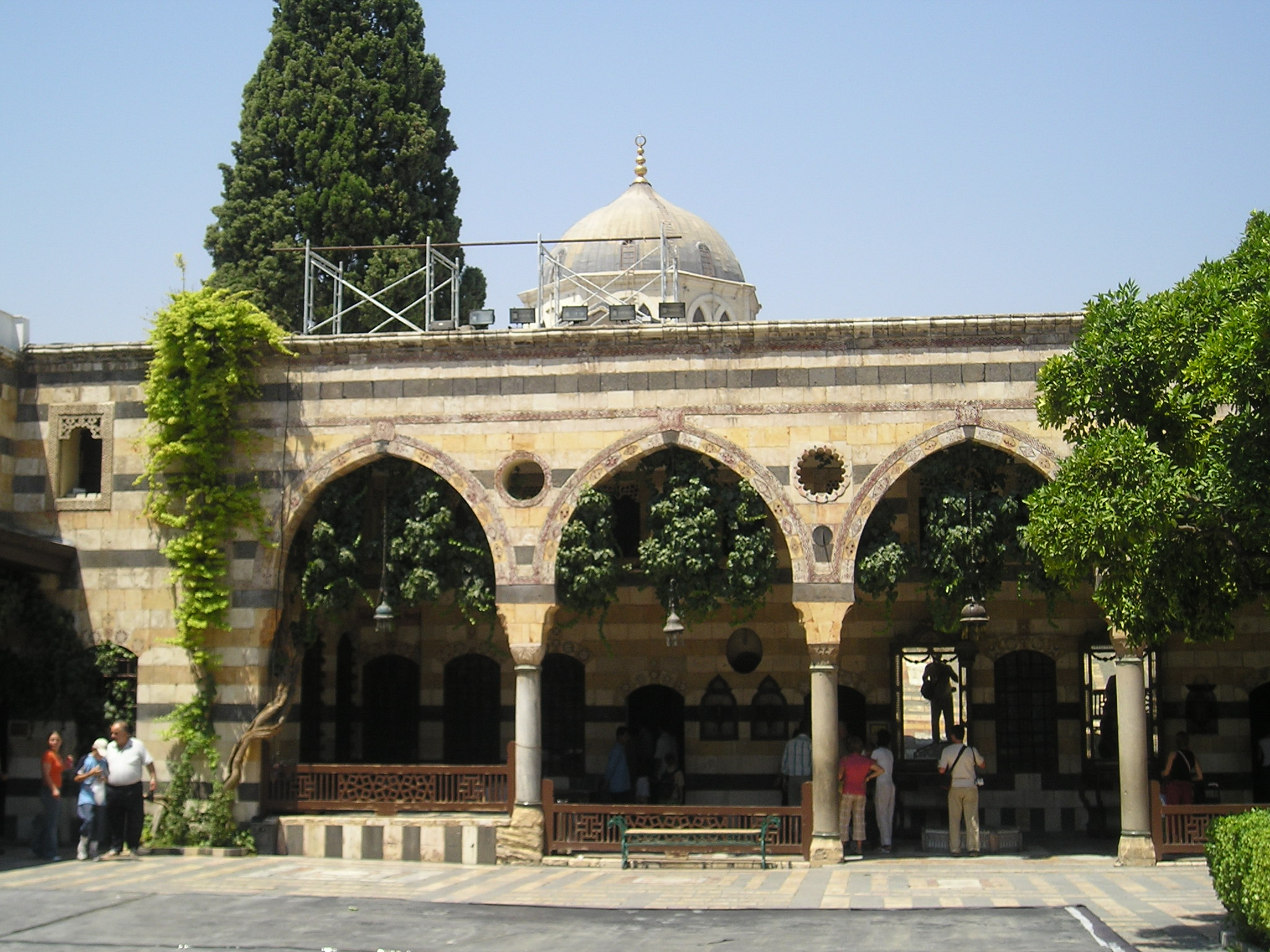
قصرالعظم.

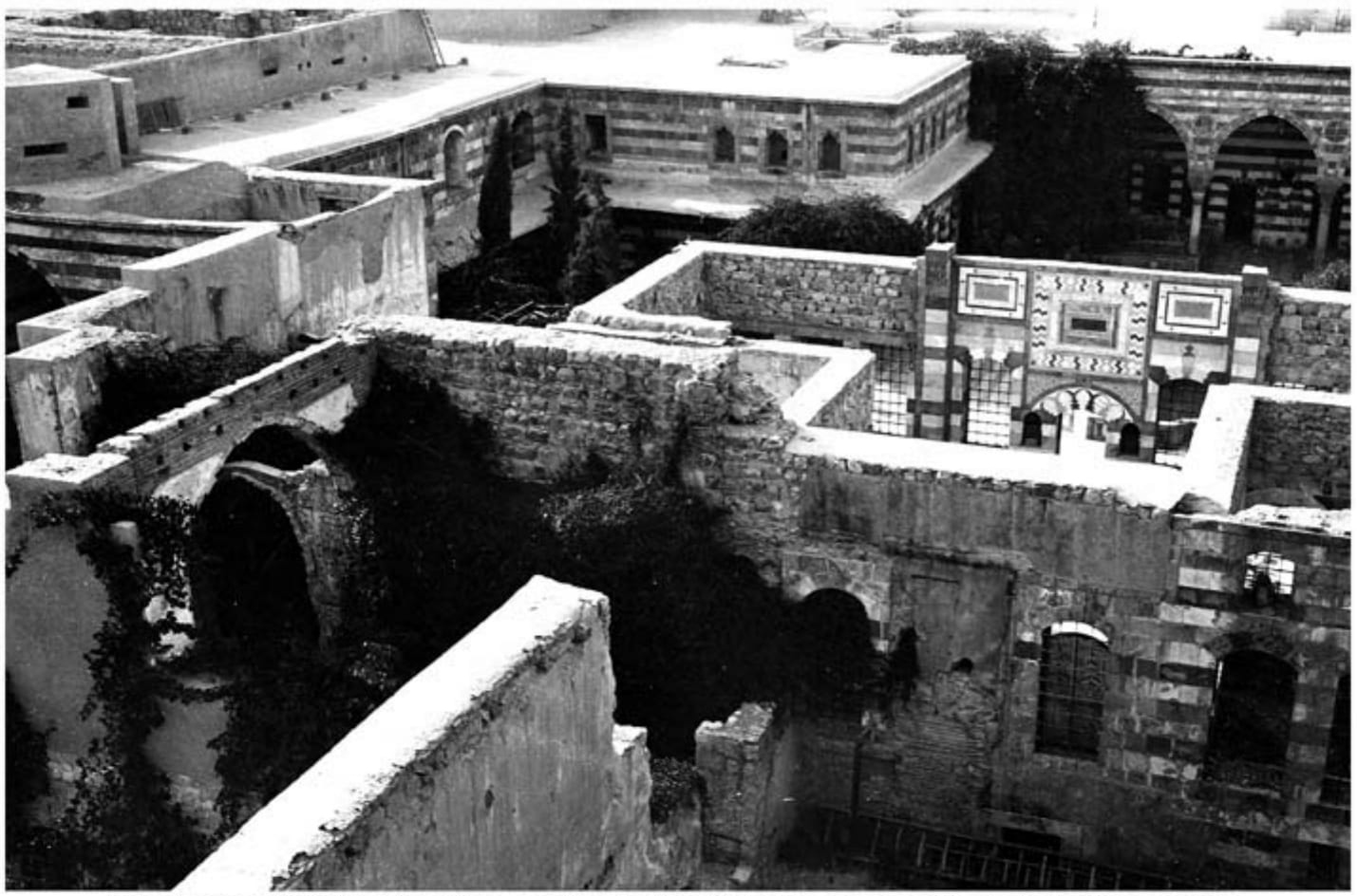
جزء من القصر بعد قصف الجنود الفرنسيين له في عام 1925م.

بُنيَ قصر العظم كمقر سكن خاص من قبل أحد آواخر ولاة سوريا الأتراك ويسمى بأسعد العظم، وتم تشييده بثلاثة أجنحة، وأكبرها الجناح الوسط ويسمى جناح العائلة أو (بالتركية العثمانية: الحرملك). وجنوباً يقع جناح الضيوف (بالتركية العثمانية: السلاملك) ومساحته تبلغ حوالي نصف مساحة جناح العائلة، وجناح الضيوف معد لاستقبال والترحيب بالضيوف، حيث أنه مخصص للاستقبالات الرسمية والأعمال. وفي الشمال يقع جناح أصغر، يُستخدم كمركز لأعمال التدبير المنزلي، ويقع فيه المطبخ والمخازن، وفي الأصل أن جناح الضيوف كان مدخلاً لجناح العائلة، حيث لم يكن هنالك أي اتصال متاح بين جناح العائلة والخارج إلا من خلال الجناحين الصغيرين.
اتخذه المفوض السامي الفرنسي مقرًا لإقامته حيث اشترت الحكومة الفرنسية الجناح الأوسط جناح العائلة في عام 1922م، وذلك بقيمة 4000 ليرة ذهبية. وفي ذلك الوقت تم عمل مدخل لجناح العائلة من مدخل الدهليز الرئيس للمنزل، من ورثته وحولته إلى معهد للدراسات العلمية. تعرض القصر لأضرار كبيرة خلال القصف الفرنسي لدمشق إبان الثورة السورية عام 1925م، حيث قام الجنود الفرنسيون بقصف الحي القديم للمدينة، وقد تضرر قصر العظم جداً، حيث اندلعت النيران في غرفة القاعة الرئيسة، والحمامات الساخنة الخاصة، واحترقت سقوفها، وتدمرت الأجزاء العليا من الحيطان. وعندما توقف القتال قامت الحكومة الفرنسية بإعادة بناء المباني المدمرة المملوكة من قبلهم، وتم البدء في أعمال البناء فوراً، وكان أول مهندس معماري يقوم بذلك هو لوسيان كيفارو، جنباً إلى جنب مع مايكل يكوراد، وبقدر الإمكان تمت إعادة عملية الترميم كما كانت عليه، ولكن كانت هنالك عوائق تحول دون ذلك، أولها نقص الأدلة، ثانياً نقص المواد والمهارات. وفي الحالة الأخيرة، تم القبول بترميم مُبسط أكثر وأقل زخرفة، ويمكن ملاحظة الفرق عند المقارنة بين صور ما كان قبل إعادة البناء، وبعدها.
وفي عام 1930م، وهبت الحكومة الفرنسية المباني لاستضافة المعهد الفرنسي المؤسس حديثاً وهو معهد للدراسات العلمية، وقد تم تفويض مايكل لتصميم منزل جديد للرئيس. حيث قام بعمل منطقة فارغة نسبياً، بين جناحي الضيوف والعائلة، وضعت المنطقة في موقع من الصعب رؤيته من جناح العائلة. وكان التصميم مدهش للغاية، بتصميم حديث تماماً، مرفوع بدعامات ومبني بالخرسانة، وباستخدام المواد الأصلية وبالجص لملء فراغات أعمال الخرسانة.
سلمت الحكومة الفرنسية المبنى للحكومة السورية المستقلة تواً بحلول عام 1946م، وتم إخلاء المعهد الفرنسي من المبنى. ومنذ عام 1946م وحتى عام 1950م كان جناح الضيوف مغلق، حيث لا زالت أسرة العظم تعيش فيه. وقبل مغادرة الحكومة الفرنسية وافقت على دفع مبالغ إضافية لإصلاح الأضرار الناجمة عن قصف دمشق والمدن الأخرى، ولكن لم تجرى أي أعمال صيانة لجناح الضيوف.
اشترت الحكومة السورية بقية المنزل في عام 1951م من عائلة العظم، بقيمة (100,010 ليرة). وقررت المديرية العامة للآثار ترميمه وبنائه وفق ما كان عليه وإنشاء متحف وطني في القصر. وذلك الأمر تم تعيين شفيق الإمام للإشراف على قصر العظم والمتحف. وبدأ شفيق بإعادة ترميم كامل القصر، ابتداءاً من جناح الضيوف الذي كان في حالة يرثى لها. وتم افتتاح المتحف الجديد للعموم وذلك في 13 سبتمبر 1954م، فاق عدد الزوار ما كان متوقع، لذا قام شفيق بتصميم درج جديد للقاعة بحيث تتيح للزوار الدخول من جهة والخروج من جهة أخرى.
وبعد نجاح المتحف، بدأت أعمال الترميم في جناح النساء في أوائل ستينيات القرن العشرين. ودمر هذا الجناح خلال القصف الفرنسي السابق في عام 1925م، ولم يتم إصلاحه. وللأدلة تم الاعتماد على مخططات المنزل الفرنسية العائدة لعشرينيات القرن العشرين، وأيضاً على الوصف المُقدم من قبل أعضاء عائلة العظم.
في عام 2011م تم افتتاح قاعات العرض بالإضافة إلى قاعة أطلق عليها مسمى شفيق الإمام تكريماً لأوائل المؤسسين للمتحف.

## المعمارية

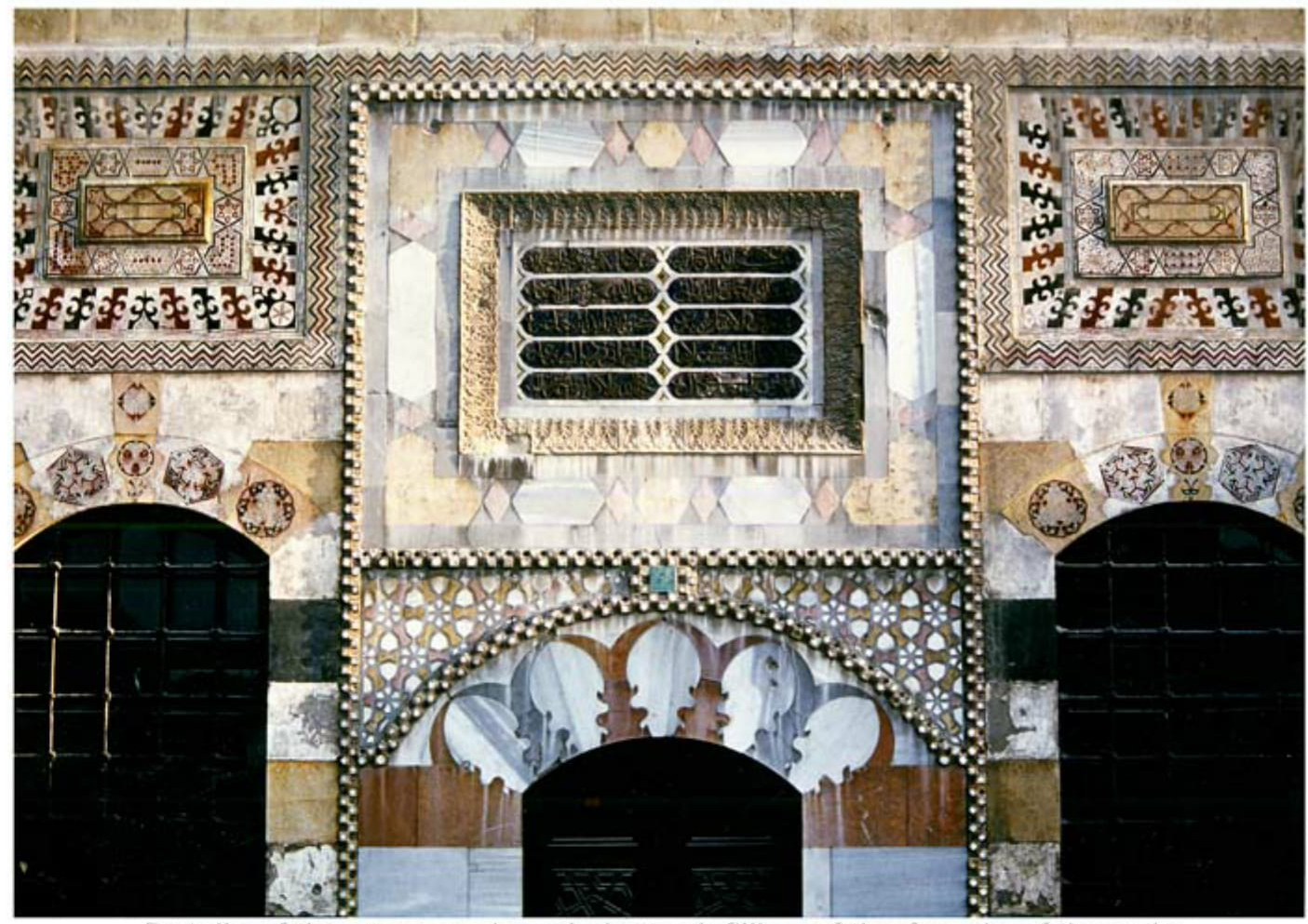
لوحة معلقة على الباب يلاحظ فيها أشعار عربية

جميع واجهات المبنى تتكون من الحجر، تتألف من رضم بيضاء معاً مع رضم زهراء صهباء وسوداء اللون، ويوجد باب فخم يمكن الوصول إليه من سلمين متناظرين وتتزين جبهة قوس الباب بحجارة بيضاء وصهباء متعاشقة، تكتنفها من الأعلى خيوط وزخارف هندسية متشابكة تؤلف اطراً وتاجاً مستطيلاً، مرصوعة بالرخام والصدف اللامع. وتظهر فوق تاج الباب لوحة زينة كبيرة ذات اطار من أحجار ألوانها بيضاء وصهباء، تُحد بخيط رخامي أسود اللون، وفي الوسط إطار داخلي مزين بزخارف بارزة. تتوسط اللوحة بسملة وآية و4 أبيات شعر عربية موزعة على شطرين، كتبت بخط الثلث وبالذهب على خراطيش لازوردية، وهذه الأبيات:

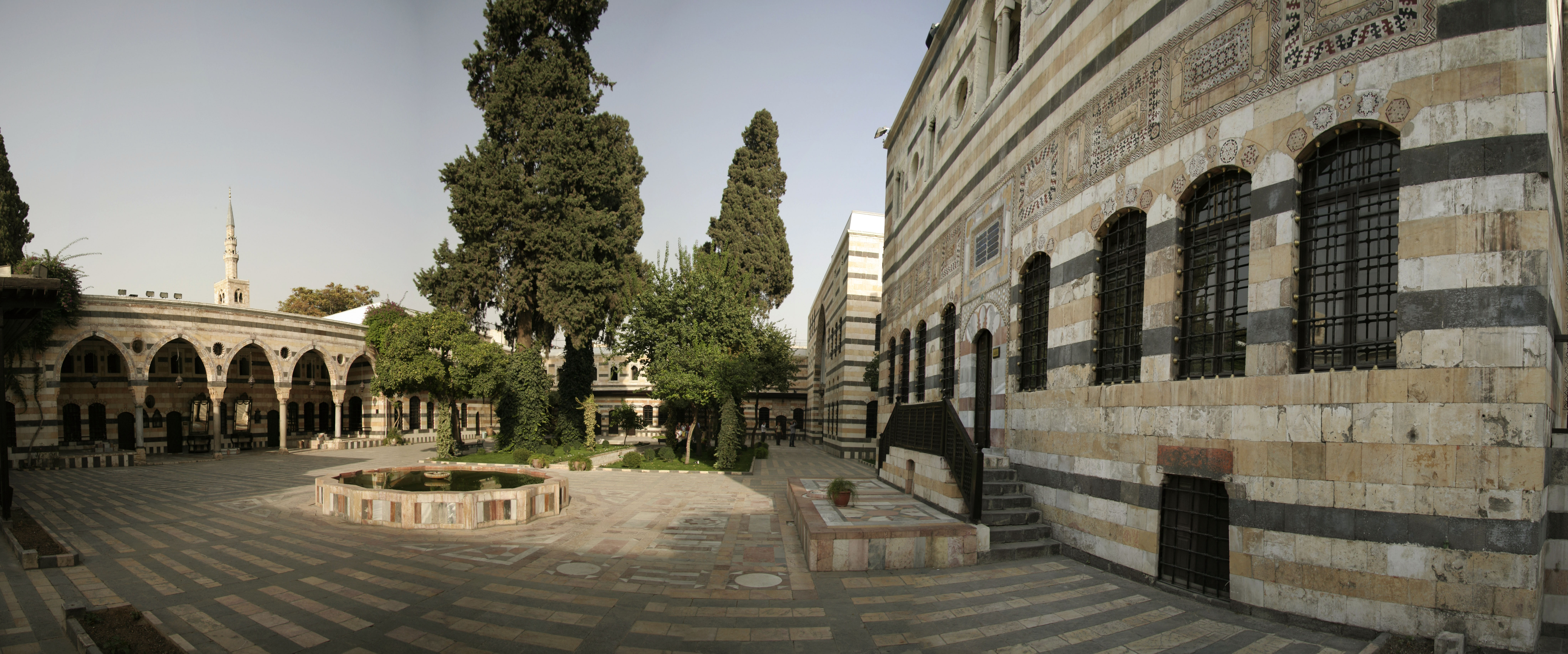
باحة القصر.

ونوافذ القصر أغلبها مستطيلة بأقواس منخفضة، ويعلو كل واحدة لوحة إطارها من رخام أبيض وأصهب معشق، وبها زخرفة فسيفسائية جصية. وليست جميع اللوحات متماثلة، ولكنها متشابهة ومتناسقة. أما النوافذ العليا وهي بمثابة مناور للقاعة ذات السقف المرتفع، وتوجد نافذتان متلاصقتان عاليتان تقعان باستقامة الباب، ثم تتناوب إلى الجانبين نوافذ مستطيلة مع كوات دائرية منسجمة. وتتزين جبهات الأقواس وحنياتها وجدران الأواوين بزخارف هندسية دقيقة ذات فصوص ملونة، فيها تنويع جميل متميز، وتوجد مشكاوات بين محاريب الإيوان، تتزين بمصابيح قديمة. أما إطارات النوافذ العليا فهي مبنية من الحجر القرمدي الطري، وتتزين بزخارف هندسية بارزة ورفريف مخرمة بدقة عالية، كما تتزين تيجان الأعمدة بمقرنصات عربية متنوعة. وتتميز والأبواب وأغلاق النوافذ الخشبية بخيوط متشابكة هندسية مُحلية بحلقات نحاسية مخرمة. وتتواجد فسيفية مركبة في عتبة الرواق مؤلفة من مشقفات رخامية ملونة.
تختلف قاعات القصر، فمنها مؤلف من عتبة وثلاث أجنحة، والأخر من عتبة جناحين متناظرين، ومنها يقتصر على جناح واحد واسع مع العتبة، أما القاعة الرئيسة والتي تقع في جناح العائلة فهي مؤلفة من ثلاثة أجنحة، وسقوفها وأطنافها مغشوة بكسوة خشبية مزينة بزخارف ملونة ومذهبة، جدرانها تتكون من الحجر النحيت، وتتألف من رضم بألوان زهراوية وسوداء متناوبة، وفيها مصبات ومكتبات تتخللها مشكاوات تتزين بمصابيح. وفي صدر الجناح الأوسط مصب ذو نصف قبة مقرنصة، محلى في أعلاه بلوحة رخامية فسيفسائية تمتاز بدقتها وجمالها، وفيه سلسبيل تترقرق على صفحته الخزفية مياه صافية. وجهة الباب الداخلية شبيهة بالخارجية، تعلوه لوحة رخامية فسيفسائية صنعها دقيق، يجاورها من الجانبين لوحتان فسيفسائيتان لاتقلان عنها جمالاً. ويجد في هذه القاعة مقصورتان اضافيتان متلاصقتان للطرز الأوسط، ومقصورة ثالثة تلي الجناح الأيمن. وهذه المقاصير مخصصة في الأصل للضيوف. وجميع قاعات القصر في الطبقة الأرضية تتحلى بسقوف وكسوات خشبية تتضمن مكتبات ومحاريب ومشكاوات مزينة كلها بتحف ونفائس ومصابيح فاخرة، يضاف إلى ذلك فسفيات المياه والزخارف الرخامية والزخرفية، وخاصة في مصبات القاعات. ويوجد في الكسوة الخشبية التي تقع في أعلى الجدار لوحات كتب عليها بالذهب آيات قرآنية وأشعار تنتهي بالتاريخ 1163هـ وقد تكرر هذا التاريخ في عدة قاعات، وهو مطابق للتاريخ المذكور على اللوحة الحجرية التي تتصدر باب القاعة الرئيسة. وتكسى غرف الطبقة العليا بالخشب وتتزين ببعض الزخارف.

## الأقسام

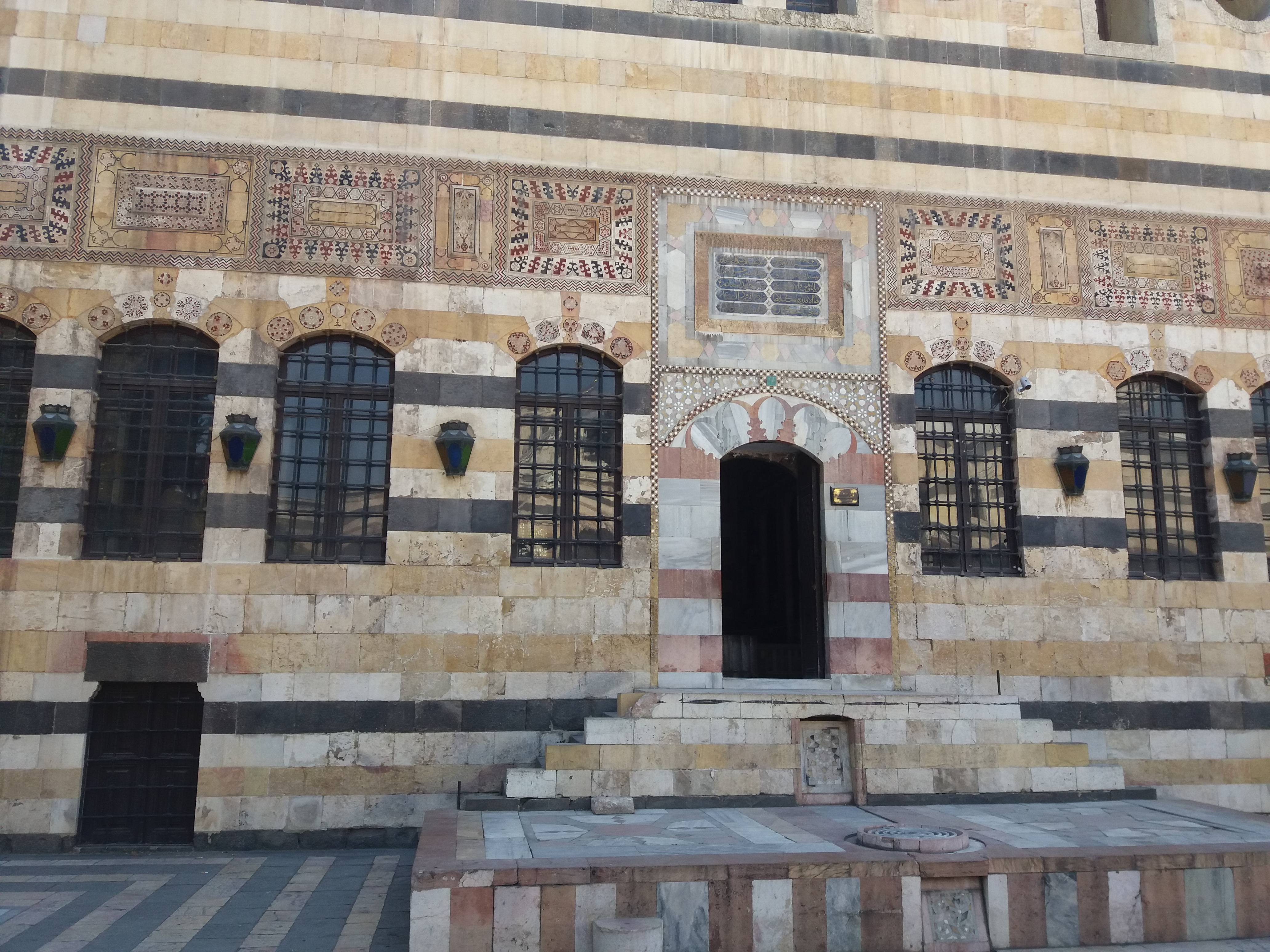
جناح الضيوف

- جناح الضيوفجناح العائلة أو جناح النساء أو جناح الحريم (بالتركية العثمانية: الحرملك): ويمكن الوصول إليه عبر ممر، وهو ممر طويل تتبعه غرفتان للحرس، يؤدي إلى جناحين كبيرين، وعند الاتجاه يساراً نحو الشمال قليلاً ثم الشرق مروراً بممر صغير ومن ثم يؤدي إلى الجناح الأول المسمى بجناح العائلة، ويعتبر هذا الجناح أجمل وأوسع الأقسام، ويوجد له باحة تطل على السماء فيها حوض كبير من الشجر والزرع، وبركة مستطيلة كبيرة وأخرى مضلعة الشكل، تتحلق حولها في الطبقة الأرضية 11 قاعة كبيرة وايوان ورواق وتطل عليها غرف الطابق العلوي.
- جناح الضيوف (بالتركية العثمانية: السلاملك): يمكن الوصول إليه بالاتجاه يميناً نحو الجنوب عبر ممر الدخول، ويوجد فيه باحة متوسطة، بأحواض زرع وإيوان هام، وخمس قاعات كبيرة في الطبقة الأرضية، ويتبعه عدد من الغرف في الطابق العلوي.
- دار الخدم (بالتركية العثمانية: الخدملك):[9] يمكن الوصول إليها من الزاوية الشمالية الغربية من باحة جناح العائلة، ولها باحة تطل على السماء، مساحتها متوسطة، وفي وسطها بركة، وفيها 3 قاعات في الطابق الأرضي، ويقع فيها مطبخ كبير ومخازن مؤونة، والأقبية تحت الأرض.
  - الحمام: ويشبه الحمامات الاعتيادية ولكن على نحو مُصغر، وتقع بين جناح الضيوف وجناح العائلة، وتتألف من 3 أقسام:
    1. البراني، حرارته معتدلة.
    2. الوسطاني، حرارته دافئة
    3. الجواني، حرارته حارة، ويضم هذا القسم ردهات صغيرة ومقاصير مجهزة بصنابير باردة وساخنة وأجران رخامية جميلة.

  - الاصطبل: يقع في شمال باب القصر، وتصل مباشرة على الطريق، وكان يوجد مقابل القصر مرأب للعربات لكنه هدم في عشرينيات القرن العشرين، وأنشئ مكانه عمارة.

## المتحف

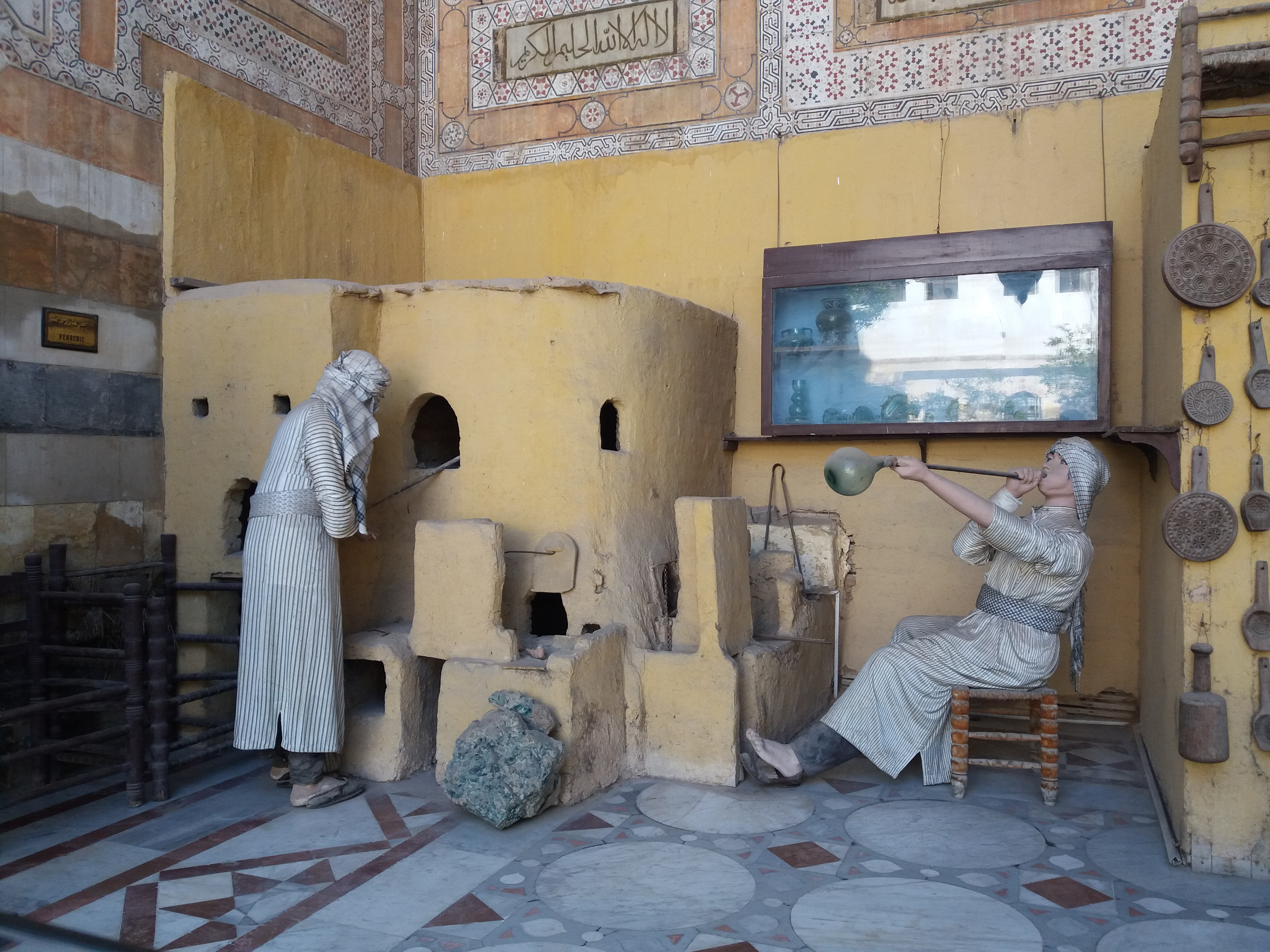
قاعة الحرف اليدوية، وتم وضع دمى لمحاكاة الأعمال اليدوية كما كانت سابقاً

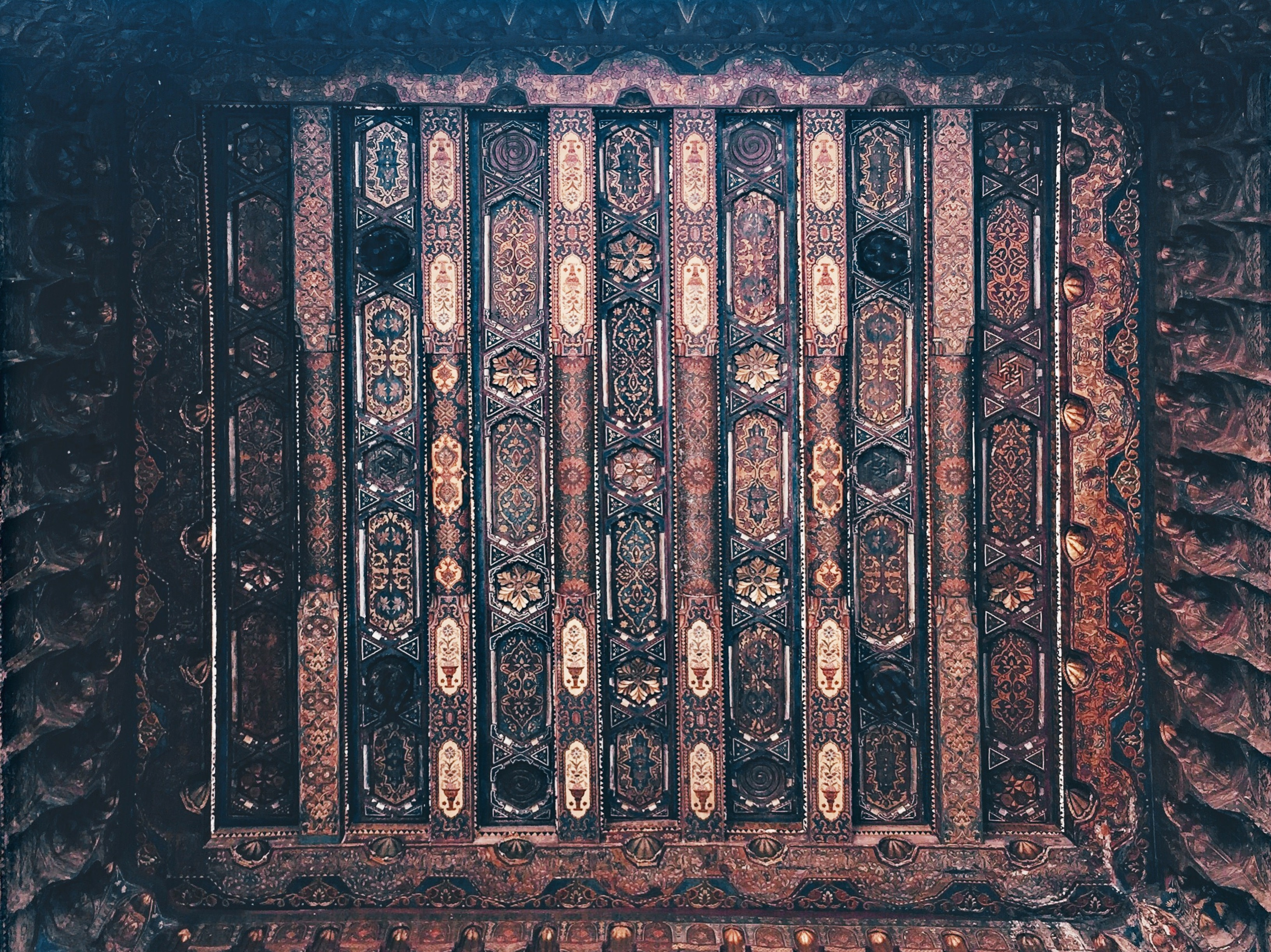
سقف داخلي

توجد في مركز الوثائق التاريخية وثائق عديدة ترجع لأزمان قديمة يبلغ عددها بخمسة ملايين وثيقة ومخطوطة، بالإضافة لاحتوائه على صور قديمة تعود لملوك وسياسيين والحياة العامة في سوريا آنذاك، ويضم المركز سبعة أقسام، مقسمة حسب النوع فهناك القسم العثماني الذي يضم سجلات المحاكم الشرعية في المدن السورية الرئيسة، والأوامر السلطانية العثمانية، وسجلات المحاكم والسندات الملكية، بالإضافة إلى قسم الوثائق الرسمية الصادرة عن الحكومات السورية بين عامي 1920-1966م، وتتضمن مراسيم جمهورية، وقرارات وزارية، ووثائق تتعلق بالحدود والانتداب الفرنسي على سوريا، وكذلك أرشيف الجريدة الرسمية السورية منذ عام 1919م وإلى وقتنا الحاضر. كما وأن المتحف يحوي 15 قاعة تحوي أبرز ما كان يتعلق بالماضي السوري وفيها دمى تمثيلية تحاكي وتجسد ما كان عليه الماضي، ويمكن تقسيمها على النمط التالي:
- قاعة الكتابة والتدريس: تُعرض فيها الفصل الدراسي القديم المسمى بالكتاب وهي بمثابة المدرسة التقليدية القديمة، وكانت تدرس التلاميذ القرآن الكريم واللغة العربية والعمليات الحسابية البسيطة.
- قاعة الاستقبال: وفيها الأثاث الدمشقي الطراز المصنوع من خشب الجوز، والمٌطعم بالصدف البحري والمغطى بقماش الاغباني المصنوع من خيوط الحرير الموشى بالذهب والفضة.
- قاعة الآلات الموسيقية الشرقية: تعرض نماذج للآلات الموسيقية الشرقية النفخية، والوترية، والإيقاعية، بالإضافة لمجموعة من فونوغرافات، والاسطوانات الشمعية الخاصة، كما تحوي صور لأعلام الموسيقى العربية.
- قاعة الصدف: تُعرض فيها مجموعة من الأدوات والأثاث المنزلي المصنوع من الخشب المطعم بالصدف.
- قاعة العروس: تُعرض مشاهد مراسيم الأعراس التقليدية القديمة، والأزياء التي كانت ترتديها العروس في هذه المناسبة، والهدايا التي كانت تقدم لها مع مجموعة من الأواني الزجاجية.
- قاعة الحماية: تُعرض فيها مشاهد من الحياة اليومية للعائلة الدمشقية، الجدة والكنائن.
- قاعة الملك فيصل: ويوجد بها متعلقات تعود للملك فيصل.
- قاعة الحج: يعرض فيها مشاهد لمحمل الحج الشامي القديم مع أمير الحج، والسنجق كذلك لباس الحجيج والهدايا التي يحضرونها من مكة، والاحتفالات الدينية التي تتم أثناء استقبال القافلة وتوديعها، ويعرض في وسط القاعة مصاحف مكتوبة بالذهب والفضة، والتقويم الهجري، وأسماء الله الحسنى، وحبة قمح كتب عليها ستة أبيات شعر في مدح الأمير زيد شقيق الملك فيصل، وبيضة كتب عليها سورة الواقعة، طر مار ورقي كتب علية آية الكرسي، وتضم القرآن الكريم بشكل كامل.
- قاعة المقهى الشعبي: تحاكي ما كان يتم في المقهى الشعبي من تسالي وألعاب كالحكواتي وصندوق العجايب ومسرح خيال الظل.
- قاعة السلاح: فيها مجموعة من الأسلحة القديمة التي استعملت في الدفاع عن سوريا كالسيوف والخناجر ولباس الحروب والبنادق.
- قاعة الحمام: وهو نموذج مصغر عن حمامات السوق العامة مؤلف من ثلاثة أقسام براني وهو المشلح الجواني وهو مكان الاستحمام والوسطاني منطقة متوسطة الحرارة وكذلك بعض أدوات للاستحمام.
- القاعة الكبرى: وهي قاعة استقبال الباشا وتعرض مشهد الباشا مع أحد الفلاحين ووكيله ا وأثاث مصنوع من خشب الجوز المطعم بالصدف والمزخرف بالأرابيسك والخيط العربي مع مجموعة من الفضيات.
- قاعة الجلود: وتعرض نماذج للأدوات والأغراض المصنوعة من الجلد كالأحذية والأحزمة والحقائب وصانع الجلد مع الأدوات المستخدمة في الصناعة.
- قاعة النسيج: تعرض نماذج وأنواع النسيج الدمشقي كالدامسكو والبروكار الاغباني والصايات والأحزمة والنول.
- الإيوان: مشهد دكان الخشب وبعض الأدوات الخشبية.
- قاعة الزجاج: وفيها عرض مشهد صناعة الزجاج وبعض الأواني الزجاجية.
- قاعة النحاس: تعرض نماذج لصناعة النحاس والأدوات المستخدمة في هذه الصناعة من حفر ونقش وتخفيت بالإضافة لمجموعة نحاسية مزينة بماء الذهب وبماء الفضة وعلى الجدران الخارجية مجموعة من الأطباق الكبيرة التي تستخدم لتناول الطعام ومجموعة من الصناديق الخشبية في مدخل القصر.

## معرض صور

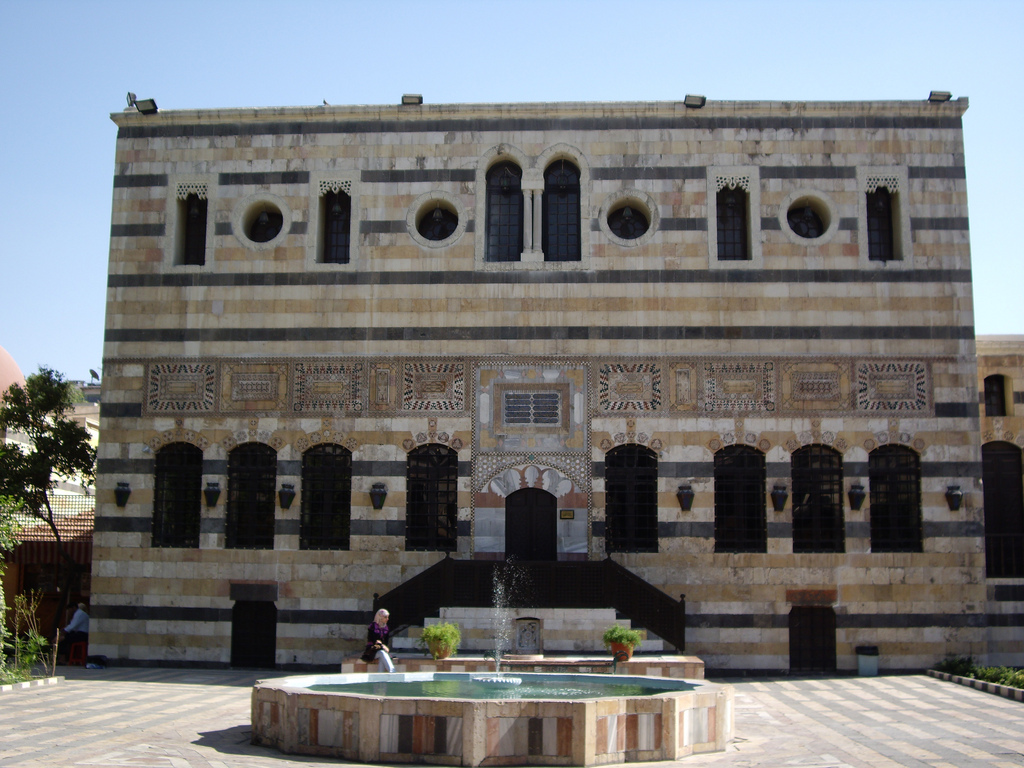
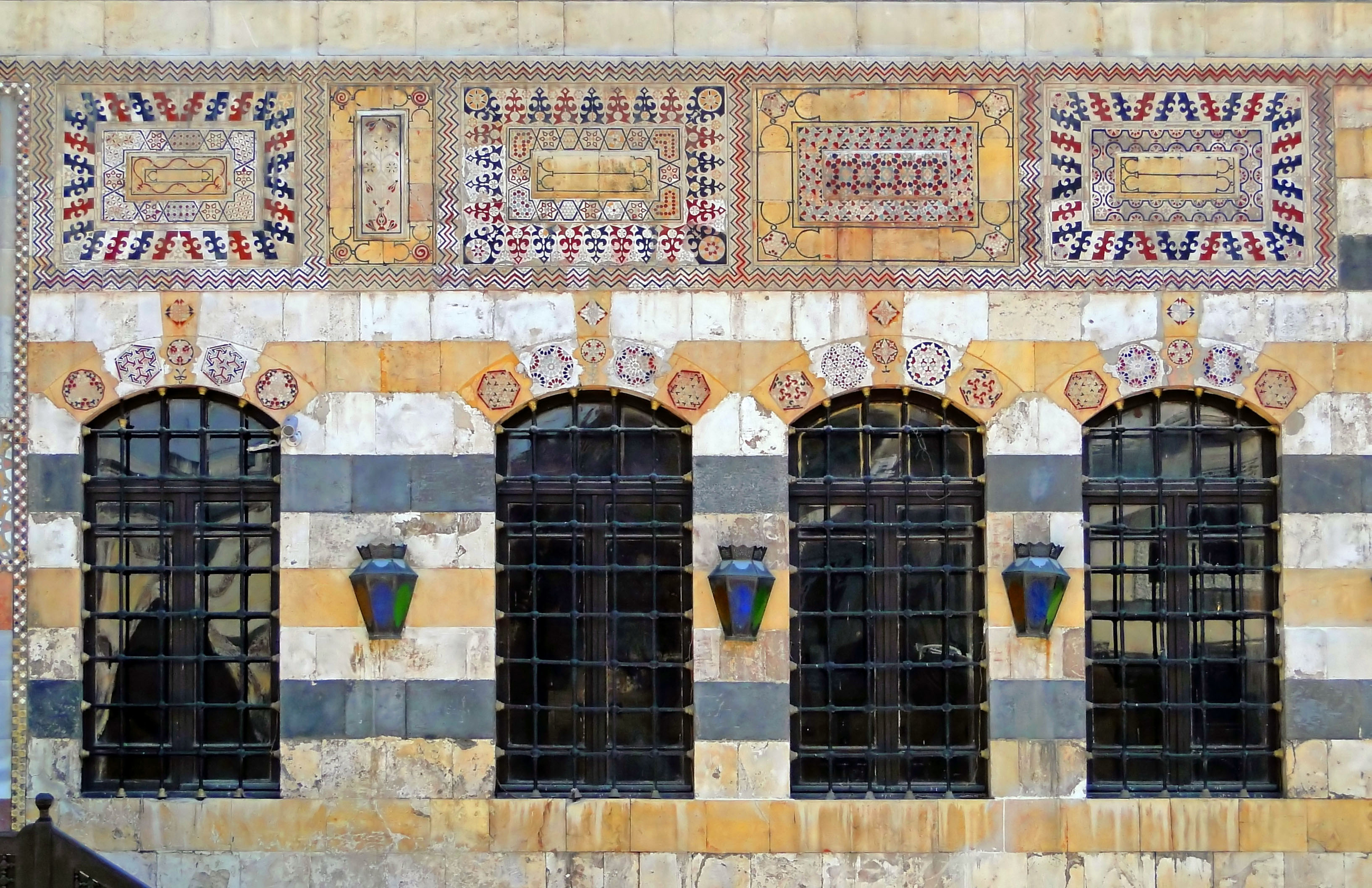
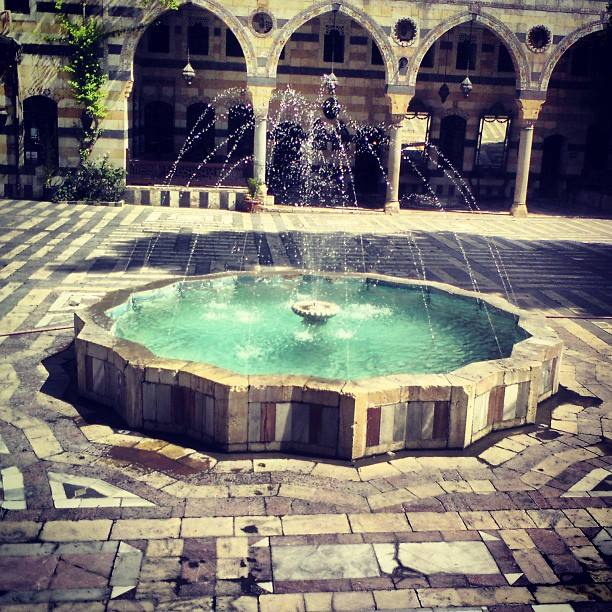
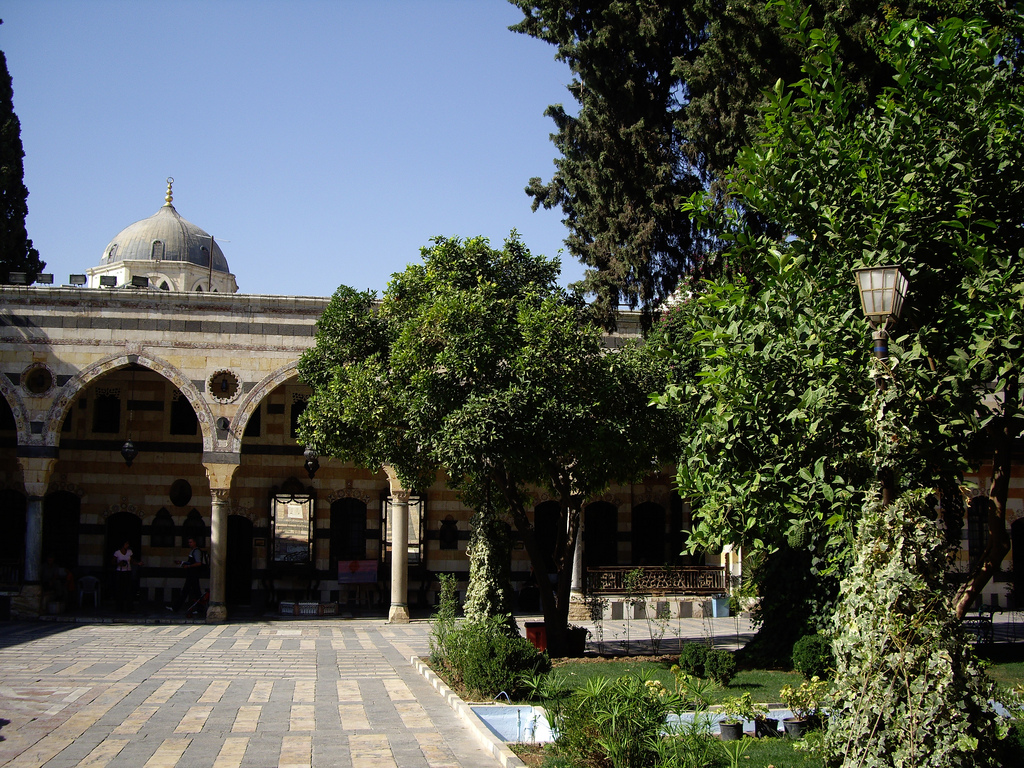
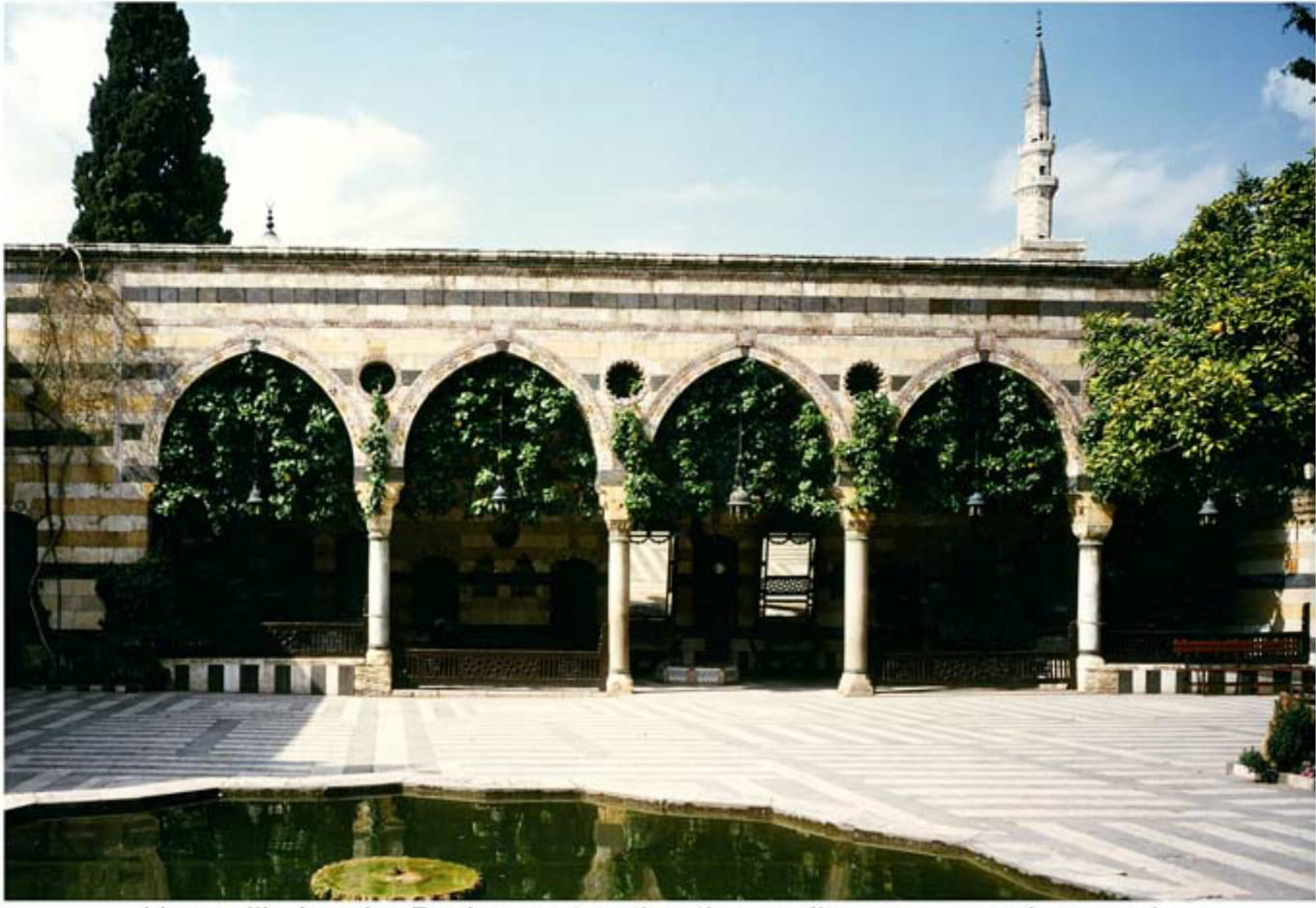
في عام 1983م
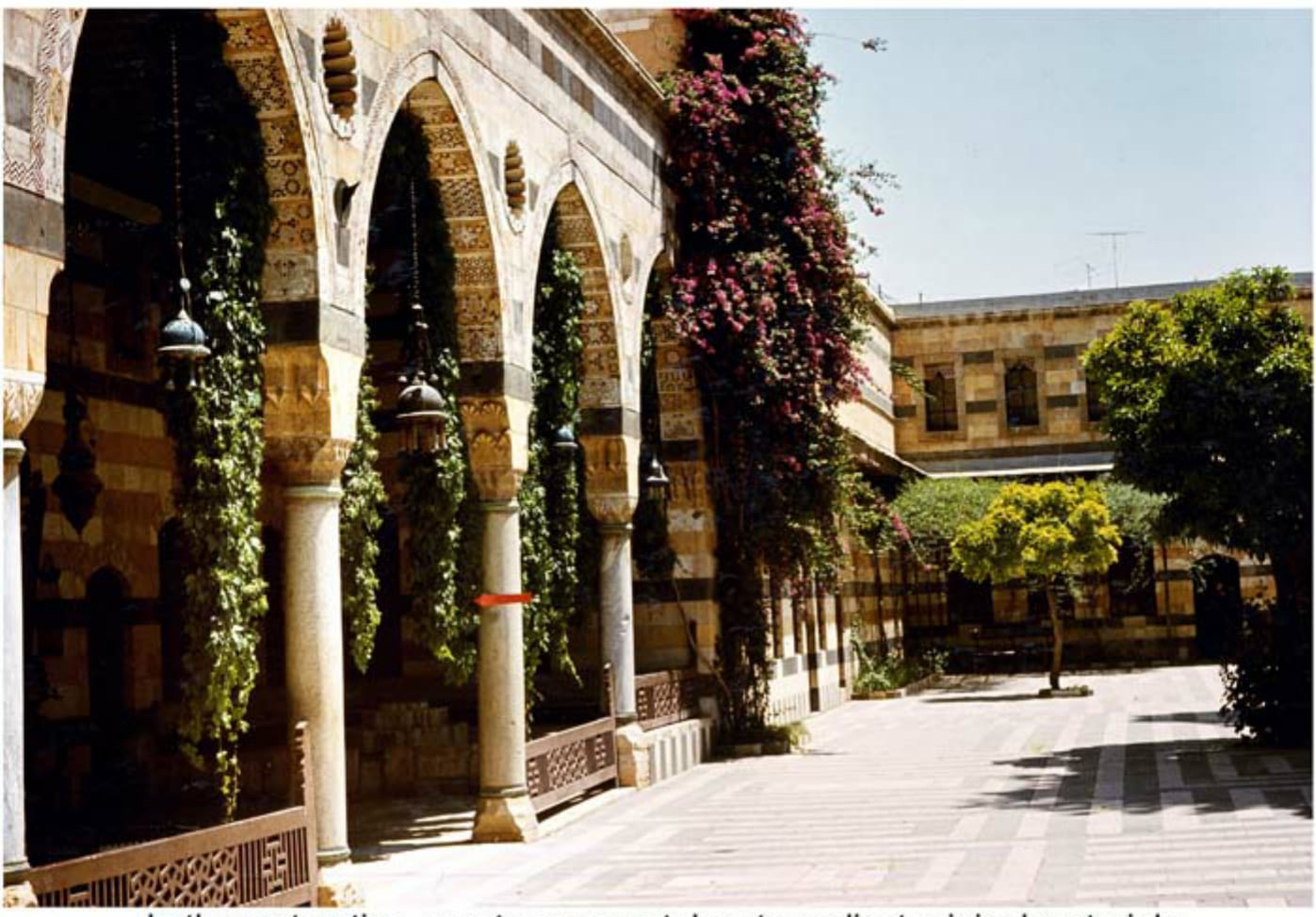
في عام 1983م
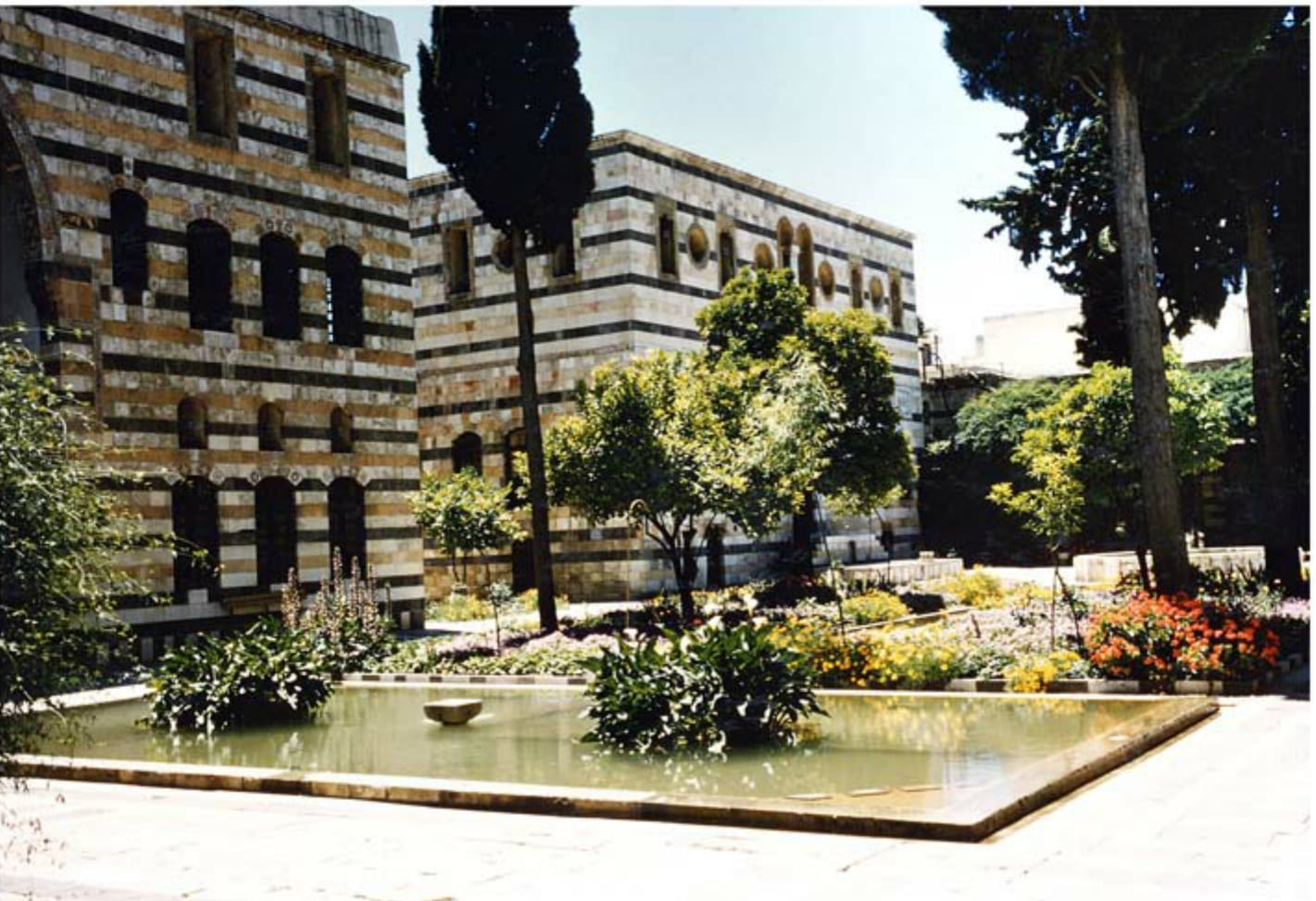
في عام 1983م
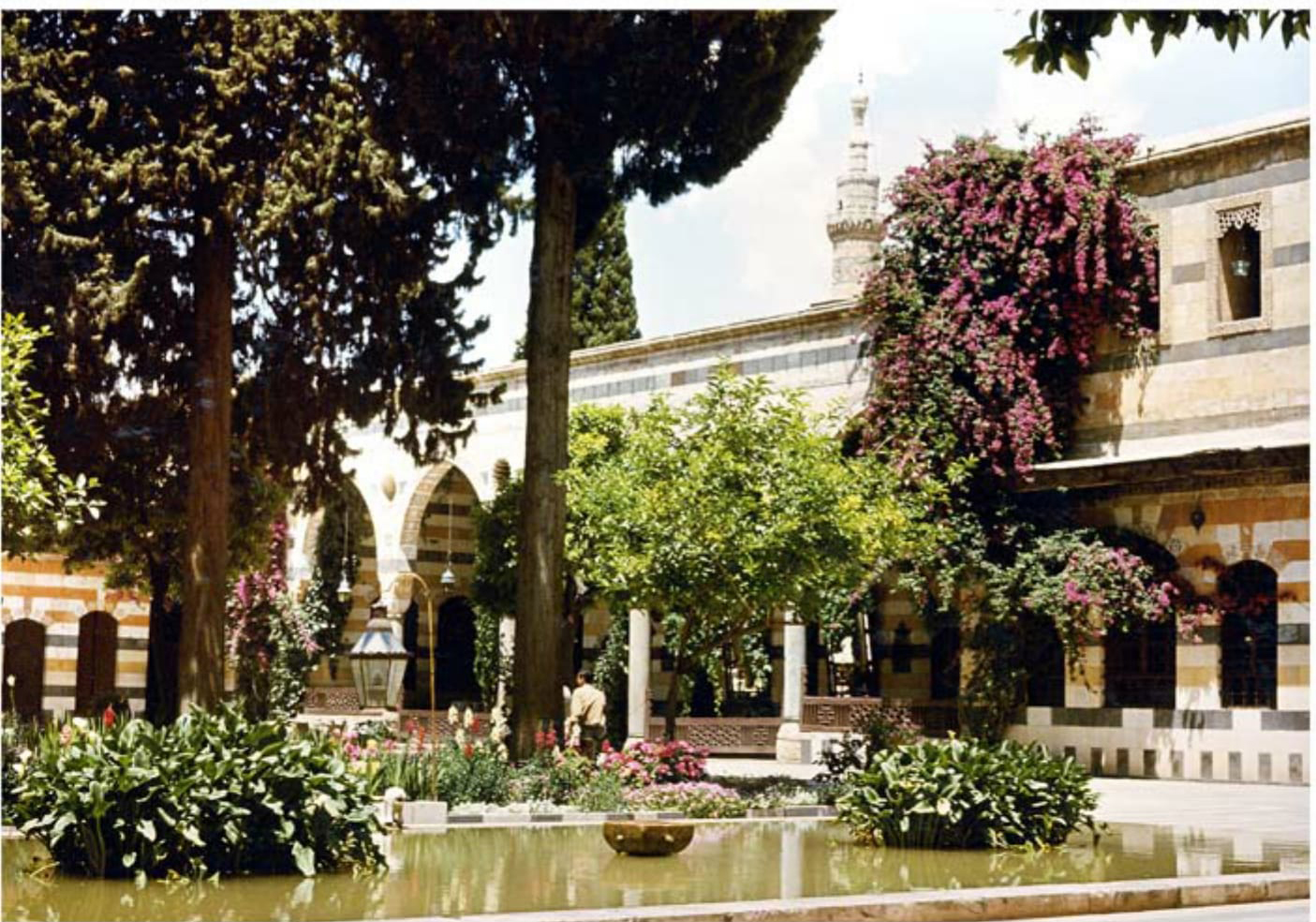
في عام 1983م
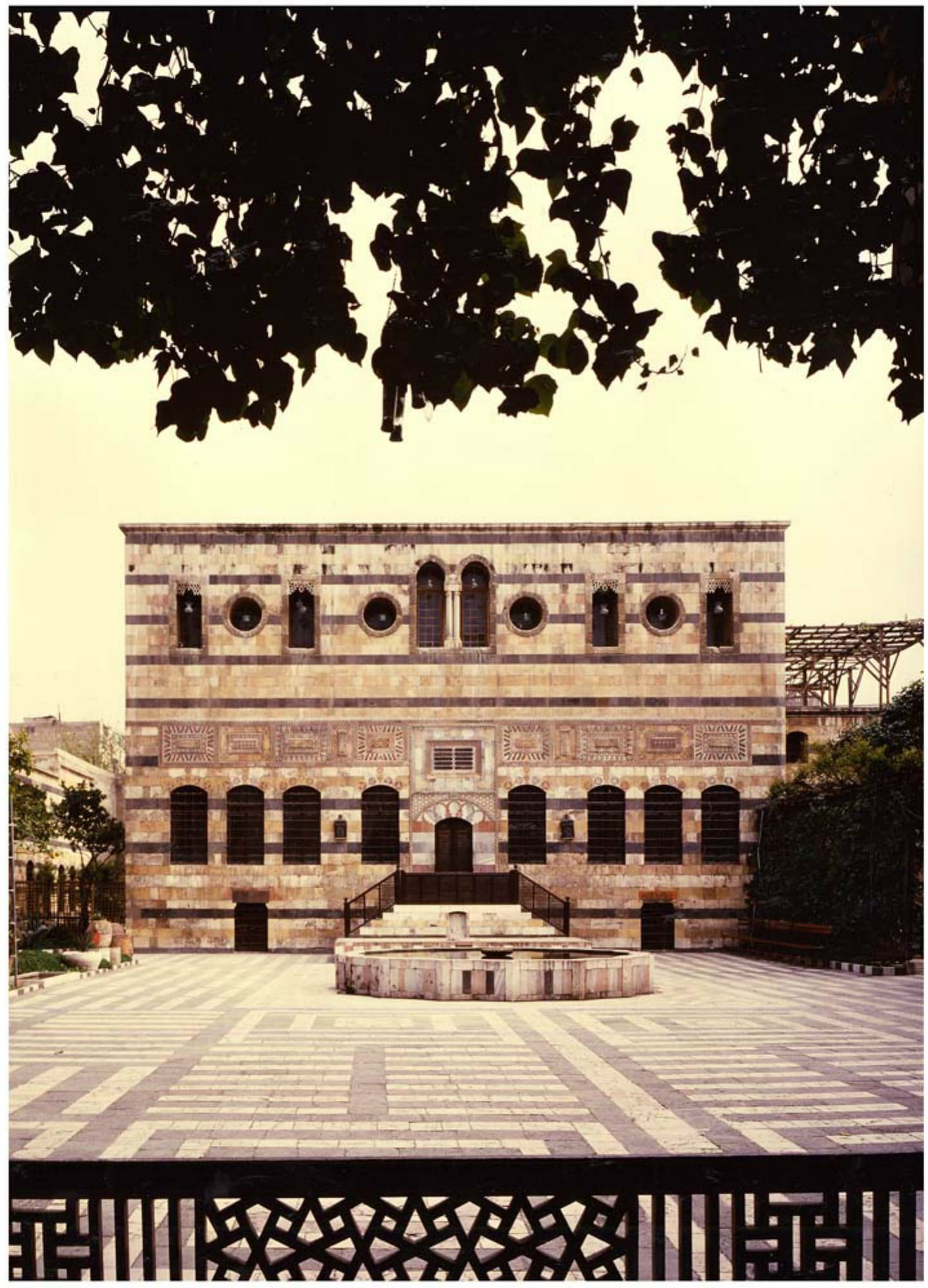
في عام 1983م
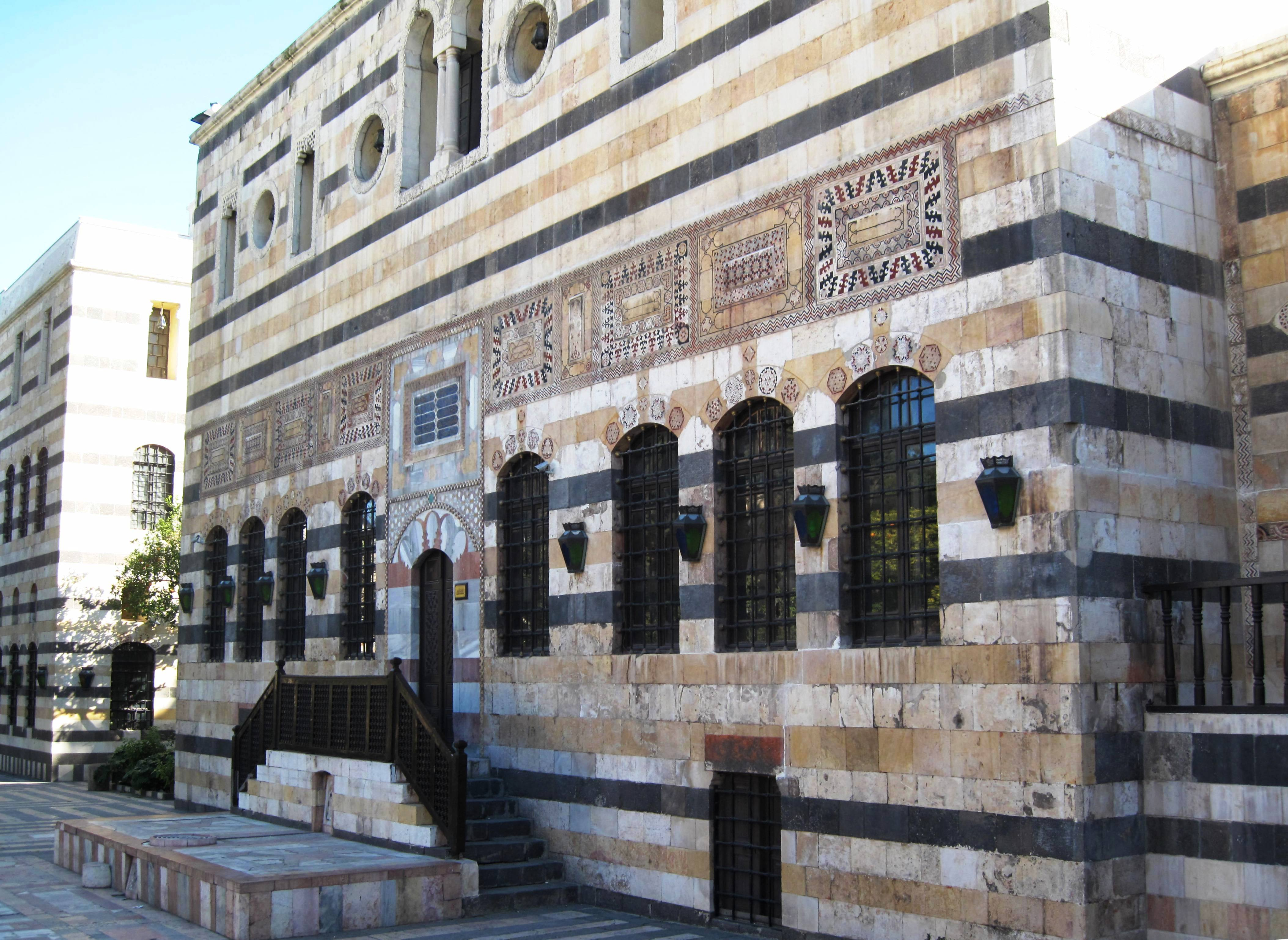
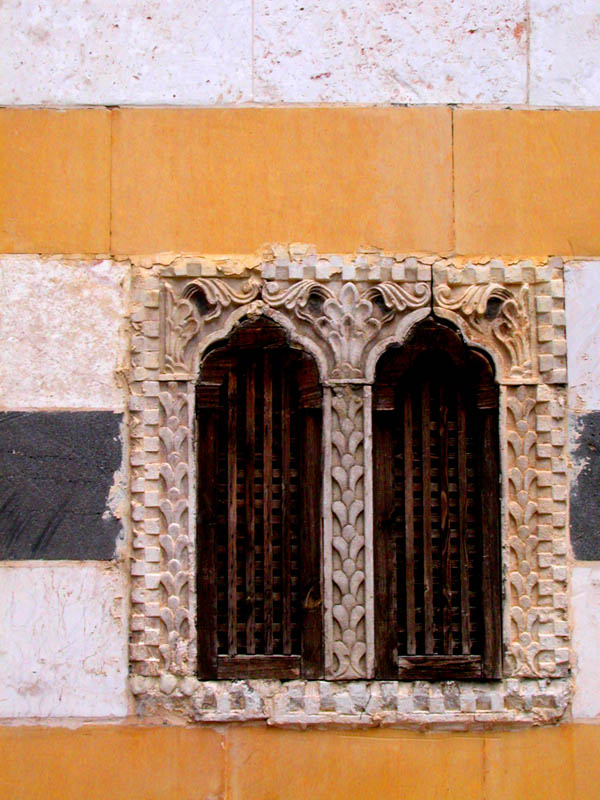
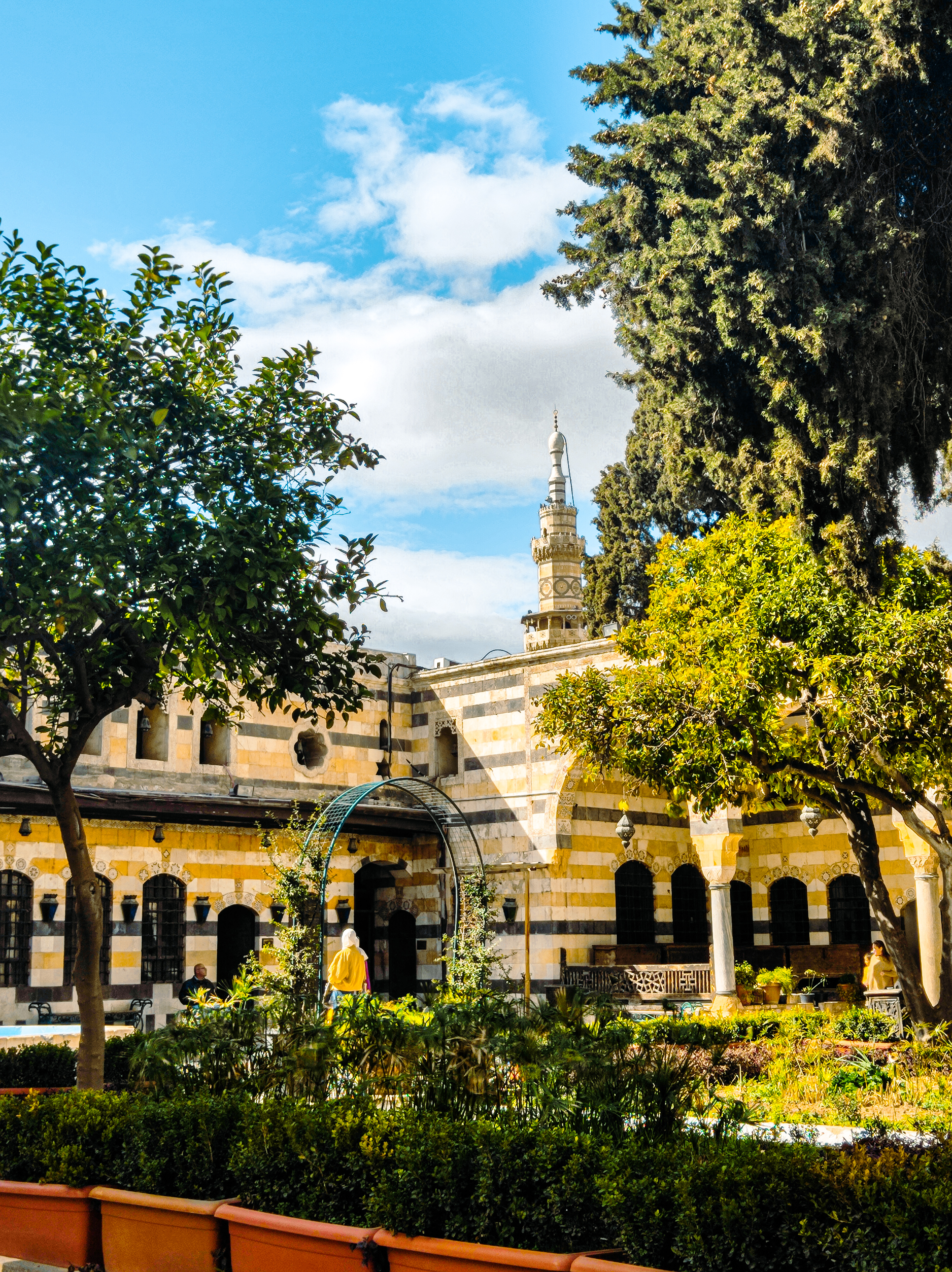
ساحة قصر العظم 2024

## هوامش
1. ↑  القسم المنخفض من القاعة، ويكون على مستوى عتبة الباب، تتوسطة بركة صغيرة من الرخام الملون أو فسفية جميلة